# Monsols
Monsols ist eine Commune déléguée in der französischen Gemeinde Deux-Grosnes mit 921 Einwohnern (Stand 1. Januar 2022) Département Rhône in der Region Auvergne-Rhône-Alpes. Die Bewohner nennen sich Monsourdis. 
Die Gemeinde Monsols wurde am 1. Januar 2019 mit Avenas, Ouroux, Saint-Christophe, Saint-Jacques-des-Arrêts, Saint-Mamert und Trades zur Commune nouvelle Deux-Grosnes zusammengeschlossen. Sie hat seither den Status einer Commune déléguée. Die Gemeinde Monsols war bis 2015 der Hauptort (Chef-lieu) des Kantons Monsols im Arrondissement Villefranche-sur-Saône und wurde dann zum Kanton Thizy-les-Bourgs geschlagen.

## Geografie, Infrastruktur
Monsols befindet sich in der Beaujolais. In der Ortschaft war der Hauptsitz des vom 28. Dezember 1995 bis 1. Januar 2017 bestehenden Gemeindeverbandes Communauté de communes du Haut Beaujolais.
Der höchste Punkt im Gemeindegebiet ist der Mont Saint-Rigaud (1009 m.ü.M).
Die Nachbargemeinden sind Saint-Bonnet-des-Bruyères im Nordwesten, Saint-Christophe im Nordosten, Ouroux im Osten, Les Ardillats im Süden, Propières im Südwesten und Saint-Igny-de-Vers im Westen.

## Bevölkerungsentwicklung
| Jahr      | 1962 | 1968 | 1975 | 1982 | 1990 | 1999 | 2008 | 2014 |
| --------- | ---- | ---- | ---- | ---- | ---- | ---- | ---- | ---- |
| Einwohner | 681  | 722  | 764  | 777  | 814  | 895  | 980  | 930  |

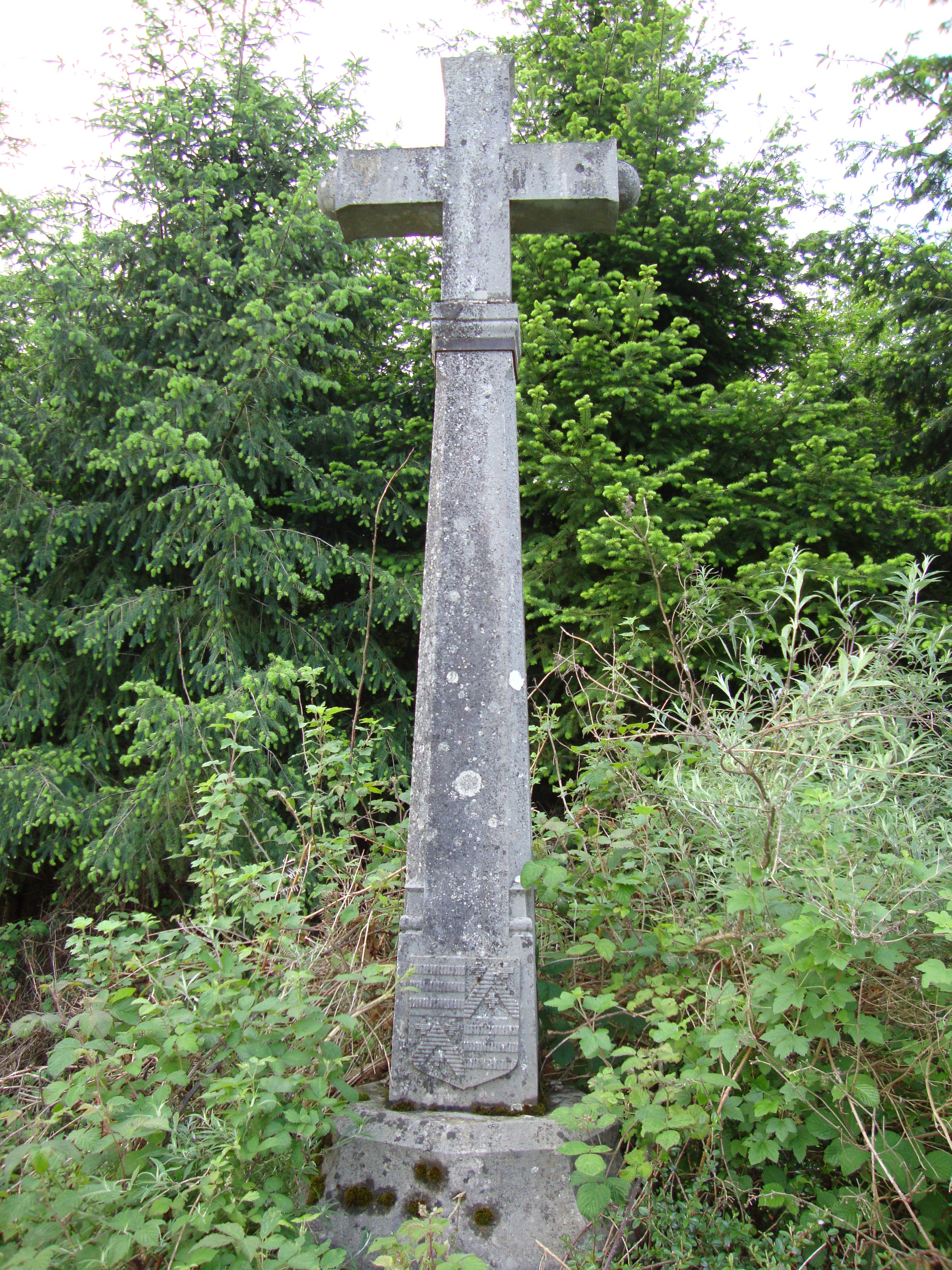
Flurkreuz auf dem Col de Crie
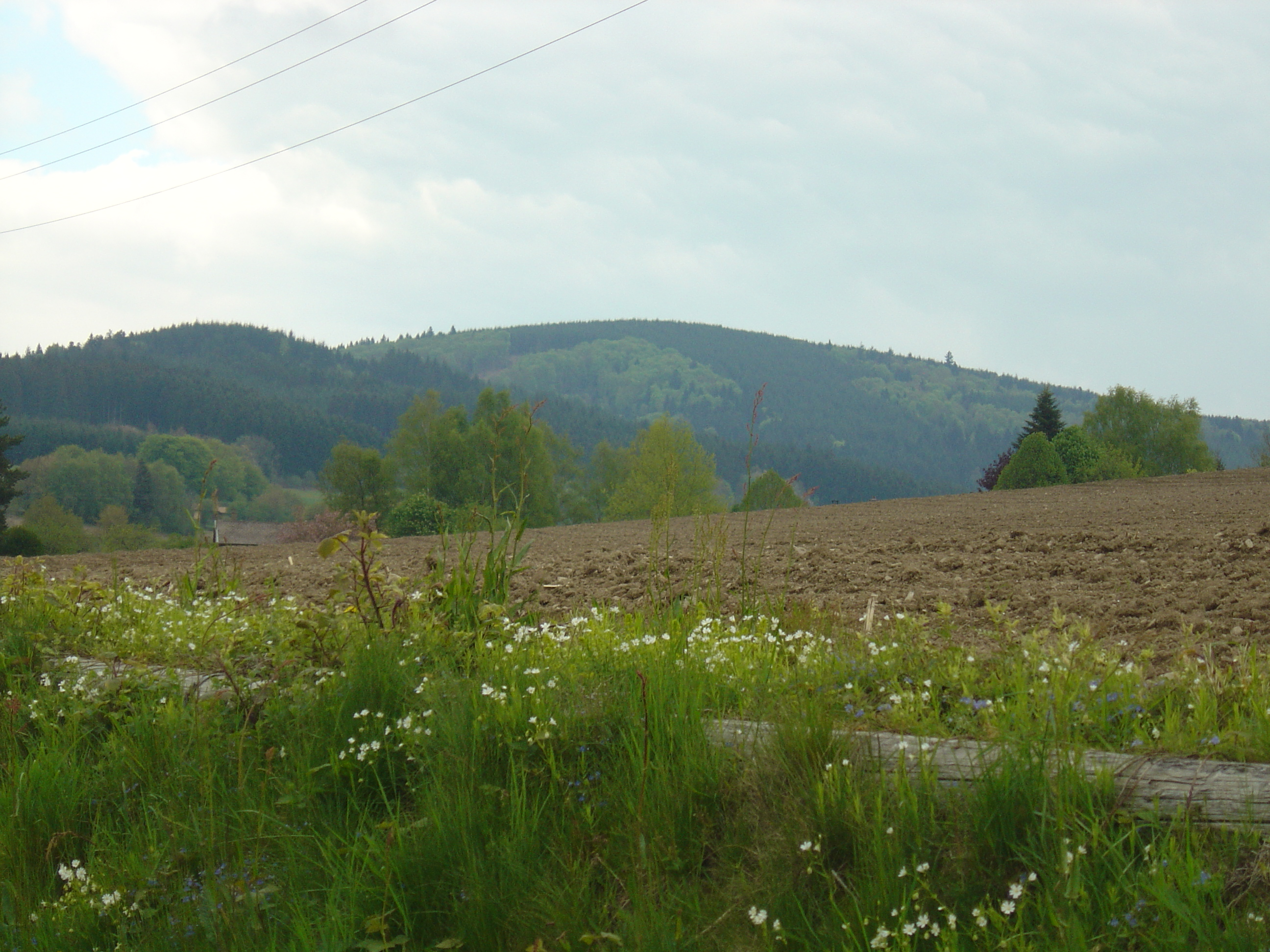
Mont Saint-Rigaud
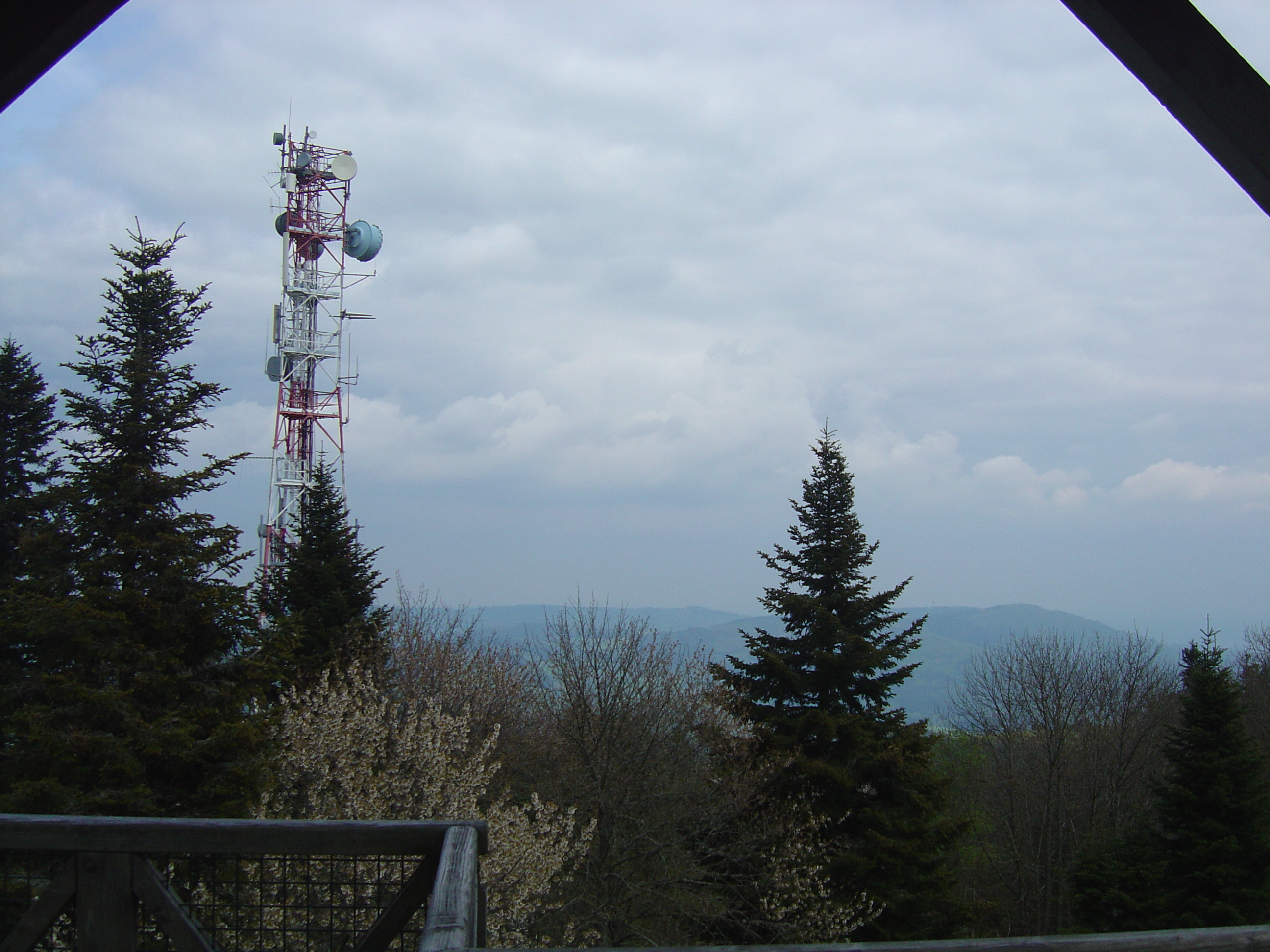
Sendeturm auf dem Mont Saint-Rigaud